# Bahnhof Barcelona-França

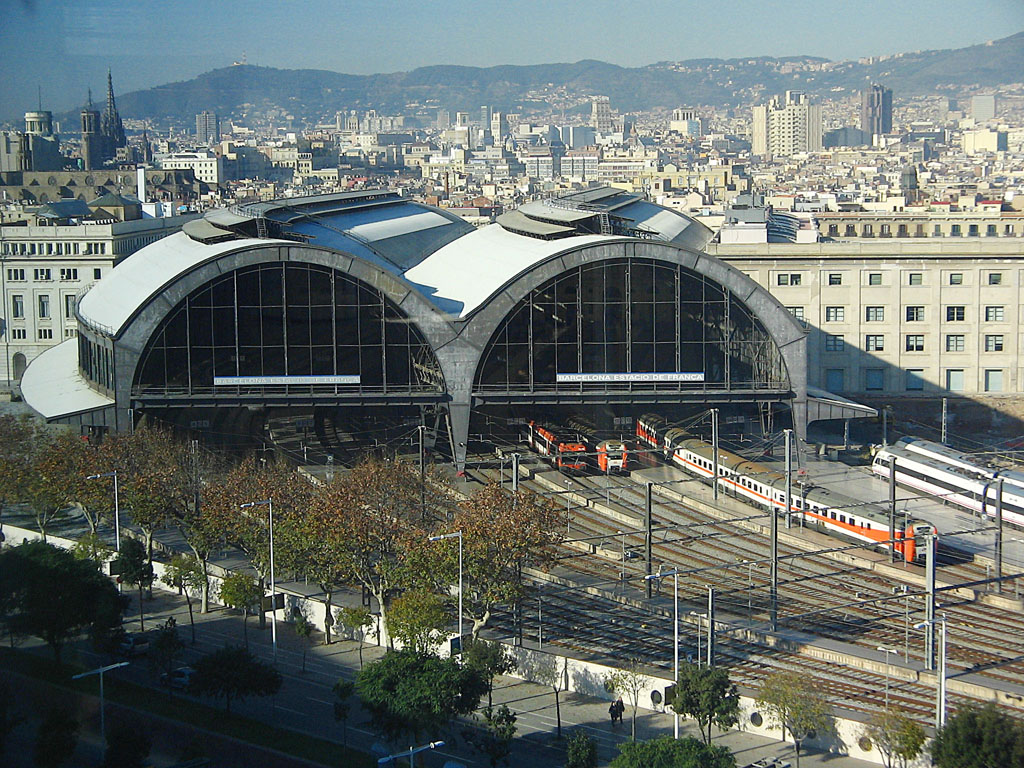
Panoramaansicht des Bahnhofs Estació de França

Estació de França (katalanisch für Frankreich-Bahnhof) ist ein Fern- und Regionalbahnhof in der katalanischen Metropole Barcelona. Er ist nach dem Bahnhof Barcelona-Sants der zweitwichtigste der Stadt, wird diesen Status aber voraussichtlich bei Eröffnung des Bahnhofs Barcelona-Sagrera verlieren und dann nur noch die Nummer 3 der Stadt sein.

## Lage
Der Bahnhof liegt an der Avinguda del Marquès de l’Argentera im östlichen Teil des Stadtbezirks Ciutat Vella (Altstadt), unweit des Mittelmeeres. Die Stadtviertel Barceloneta und La Ribera sowie der Parc de la Ciutadella und der Zoo von Barcelona liegen in direkter Nachbarschaft. Die Gleise beginnen in Richtung Küste, doch schon nach drei Wagenlängen noch in der Bahnsteighalle beginnt ein Linksbogen in Richtung Nordost, der um den Zoo herumführt. Nach einer kurzen Geraden folgt ein weiterer Linksbogen. Auf Höhe der verlängerten Carrer Wellington beginnt ein Tunnel. Am Ende des Bogens führt die Strecke in Richtung Nordnordwest, bis sie mit einem Gleisdreieck in die ebenfalls im Tunnel verlaufende Bahnstrecke Sants–Costa Brava/Frankreich einmündet.

## Geschichte
An dieser Stelle wurde 1848 ein Kopfbahnhof als Ende der Bahnstrecke Costa Brava und – wie der Name sagt – Frankreich erbaut.
Für die Weltausstellung 1929 wurde der Bahnhof erneuert und erhielt damit sein heutiges Aussehen. Er entwickelte sich zum Hauptbahnhof Barcelonas. Die Bahnhofshalle ist 29 Meter hoch und erstreckt sich über eine Länge von 195 Metern.
Ende der 1960er Jahre wurde eine Schnellgüterabfertigung neben dem Bahnhof, welche ebenfalls 1929 eröffnet wurde, in ein Nahverkehrsterminal umgewandelt. Dieses Terminal wurde 1987 geschlossen und abgebrochen. Die Fläche sollte diverse Male für Hotel- und Appartementbauten verwendet werden, lag aber lange Zeit brach und wurde zwischenzeitlich gar als gebührenpflichtiger Parkplatz genutzt. 2007 sind die Baumaschinen endlich für einen Komplex aufgefahren.
Anlässlich der Olympischen Sommerspiele 1992 wurde der Bahnhof zwischen 1988 und 1992 grundlegend saniert. Die direkt am Meer verlaufende Verbindung zur Costa Brava wurde eingestellt. Ebenfalls wurden die Verbindungen über den Bahnhof von Poble Nou mit Bahnwartungsanlagen sowie die Gleisverbindung zum bereits 1972 geschlossenen Nordbahnhof eingestellt. Alle Züge verließen den Bahnhof jetzt durch die Zufahrtsstrecke zum Tunnel El Clot-Sants.
1970 wurde der Bahnhof Sants eröffnet und der Frankreich-Bahnhof verlor zunehmend an Bedeutung. Etliche Gleise wurden seitdem abgebaut. Die Bedeutung wird durch die Eröffnung des Sagrera-Bahnhofs (voraussichtlich 2023) im Norden Barcelonas zunehmen, denn die katalanische Regierung will dort viele der Züge mit Endziel Barcelona enden lassen. Sogar eine direkte Verbindung zum nahe gelegenen U-Bahnhof „Barceloneta“ ist wahrscheinlich.

## Verkehr

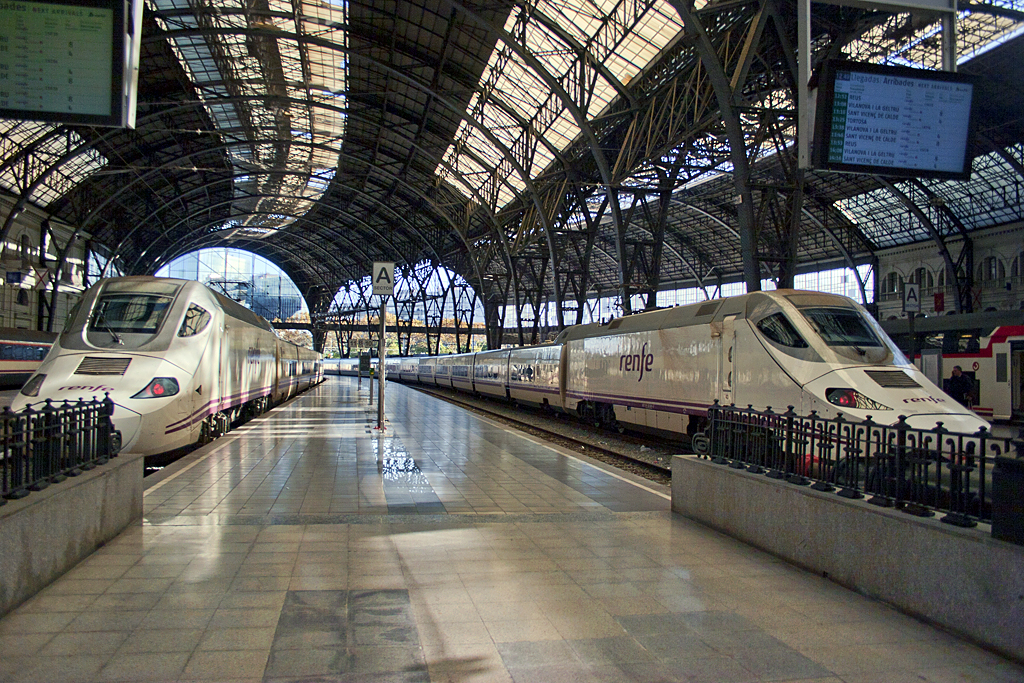
Zwei Alvia-Züge in der Estació de França

### Fernverkehr
Die Nachtzug-Verbindungen nach Mailand und Zürich wurden im Dezember 2012 eingestellt. Die Nachtzüge nach Paris fahren seit Dezember 2013 nicht mehr. Seit der Aufgabe der Talgo-Verbindung nach Montpellier, ebenfalls im Dezember 2013, wird der Bahnhof França nicht mehr von internationalen Fernverkehrszügen bedient.
Allerdings erhielt er Ende 2013 wieder Anschluss an das spanische Fernverkehrsnetz, die Euromed- und Alvia-Züge in Richtung Valencia und Alicante wurden vom Bahnhof Sants nach França verlängert. Täglich verkehrten sieben Euromed- und ein Alvia-Zugpaar. Seit diese jedoch die neue Regelspurstrecke zwischen (Figueres Vilafant–) Barcelona und Camp Tarragona befahren, erreichen sie den bisher nur breitspurig angebundenen Bahnhof França nicht mehr.

### Regionalverkehr

#### Rodalies Barcelona
Der Bahnhof wird von der Linie R2Sud des S-Bahn-Systems der Rodalies Barcelona bedient. Die Linie 2Sud führt von und nach Vilanova i la Geltrú und Sant Vicenç de Calders.
Normalerweise führt ab França die Linie R10 über Passeig de Gràcia, Sants und El Prat de Llobregat zum Flughafen Barcelona, aber im Zuge von Umbauarbeiten bei den Sant Andreu-Bahnhöfen anlässlich des neuen Fern- und Regionalbahnhofs Sagrera im Norden der Stadt wurden die Linien R2 und R10 miteinander verbunden. Für die Zeit der Bauarbeiten existieren die Linien R2 (Castelldefels–Granollers Centre), R2Nord (Flughafen–Maçanet-Massanes) und R2Sud (França–Sants–Vilanova i la Geltrú–Sant Vicenç de Calders).

#### Übriger Regionalverkehr
Vom Bahnhof França verkehren Züge des Catalunya Express nach Tortosa, Reus, Lleida und Saragossa. Die meisten dieser Züge bedienen auch den Bahnhof Barcelona-Sants.

### U-Bahn
Nahe dem Bahnhof befindet sich die Metrostation Barceloneta, welche von der Linie 4 bedient wird. Der Übergang ist durch den erforderlichen, nicht direkten Fußweg allerdings vergleichsweise unkomfortabel. 

## Erwähnenswertes
- Der Bahnhof dient auch als Ausweichstation für die anderen Großbahnhöfe der Stadt. Vor allem bei der Sanierung des Aragó-Tunnels endeten zahlreiche Fernzüge statt in Sants in França.
- França ist der einzige oberirdische Bahnhof im Stadtzentrum Barcelonas
- Der Bahnhof França ist der letzte verbliebene Kopfbahnhof der Stadt. Sants und Sagrera sind Durchgangsbahnhöfe.
- Der Bahnhof ist Teil des Universitätskomplexes der 1990 gegründeten Universität Pompeu Fabra.
- In der Nähe befindet sich der Bahnhof Barcelona-Arc de Triomf. Er liegt im Tunnel an der Strecke Sants–Costa Brava.
- Bis 1992 bestand eine Direktverbindung zur Costa Brava. Sie wurde jedoch im Zuge diverser Umgestaltungen im Personennahverkehr abgebaut und die Zufahrt in die Linie Costa Brava–Sants integriert.
- Ebenfalls bis 1992 führte am Bahnhof und am Meerufer vorbei eine Eisenbahnstrecke von der Strecke von der Costa Brava zu den Hafenanlagen. Sie musste den Plänen weichen, dass sich Barcelona anlässlich der Olympiade dem Meer hin öffnet, so wurde auch eine Autobahn in den Untergrund verlegt.